# Salvador Angosto Calvet
Salvador Angosto Calvet (Barcelona el 14 d'abril de 1947) és un sindicalista i dirigent veïnal català. Nascut al si d'una família resident a les Cases Barates del Bon Pastor, ha dut una vida de gran activisme social i polític centrat en la millora de les condicions de vida del barri i, de manera destacada, al servei dels seus conveïns del polígon de les Cases Barates.
Encara en l'època franquista, va ser president de l'Asociación de Cabezas de Familia, una entitat que va néixer en el marc de la Llei d'Associacions de 1964, i que va ser precursora de l'actual Associació de Veïns i Veïnes del Bon Pastor, de la qual va ser també president des del 1975 fins al 1980. El 1976, des de l'esmentada associació de veïns, va presentar a l'antic Patronato Municipal de la Vivienda un projecte de substitució dels habitatges de les Cases Barates, un projecte que va ser aprovat finalment a 2003. El trasllat dels primers veïns i veïnes als habitatges de la primera fase de remodelació del polígon va ser el gener de 2007.
En el vessant polític, ha estat secretari de Política Municipal del PSC a Sant Andreu i, més tard, primer secretari del PSC al Districte de Sant Andreu. Ha tingut una presència important en l'Administració municipal del districte, des de l'època de Germà Vidal fins a la d'Ernest Maragall, com a conseller en diverses àrees: Urbanisme, Seguretat, conseller de la Franja del Besòs (Bon Pastor, Baró de Viver i Trinitat Vella), i també com a vicepresident.
Encara que pintor de professió, Salvador Angosto exerceix actualment a la Generalitat donant classes de garantia social a joves que han deixat els seus estudis per facilitar-los trobar una sortida professional i personal. Ha estat també president de l'Associació de Mares i Pares d'Alumnes de les escoles parroquials del Bon Pastor, i candidat del sindicat Comissions Obreres al seu comitè d'empresa. El 2007 va rebre la Medalla d'Honor de Barcelona.